# Get Me (Dinosaur Jr.)
Get me è un brano musicale dei Dinosaur Jr..

## Descrizione
Il brano venne pubblicato come prima traccia di un singolo e di un extended play in Germania, Regno Unito e Giappone in formato CD, MC e in vinile da 7 e da 12 pollici; venne poi incluso anche nell'album Where You Been del 1993.
Ne venne realizzato anche un video musicale diretto da Matt Dillon.

## Tracce

### Singolo
1. Get me – 5:48 (J Mascis)
2. Hot Burrito #2 – 3:19 (Chris Ethridge e Gram Parsons)

### EP
1. Get me – 5:48 (J  Mascis)
2. Hot Burrito #2 – 3:19 (Chris Ethridge e Gram Parsons)
3. Quest (registrato dal vivo al Wharton Tiers Fun City) – 4:47 (J  Mascis)

## Musicisti
- Mike Johnson: basso, voce
- Murph: batteria
- J Mascis: chitarra e voce